# Micropacteridae
Micropacteridae is een familie van kreeftachtigen uit de klasse van de Remipedia (ladderkreeftjes).

## Geslacht
- Micropacter Koenemann, Iliffe & van der Ham, 2007